# Modesto Bará Álvarez
Modesto Bará Álvarez (1895-1973) periodista y escritor natural de Pontevedra, defensor de la tesis del origen gallego de Cristóbal Colón.

## Biografía
Inicia sus estudios en el seminario de Herbón, para seguir más tarde la carrera de Magisterio.
Se casa con Irene Temes Diéguez con quien tiene cinco hijos. En sus primeros años es profesor de latín, ejerciendo después como redactor del Diario de Pontevedra, El Progreso de Pontevedra, El Pueblo Gallego, el Faro de Vigo, La Voz de Galicia y La Voz del Sol de Madrid, pasando más tarde a desempeñar el cargo de director de Galicia Nueva, de Villagarcía de Arosa.
En 1916, cuando con Irmandades da Fala se echa a andar el galleguismo, Modesto Bará se erige en comentarista innovador dentro del regionalismo tradicional.
En el período de 1917-19, aparece vinculado al círculo agrario pontevedrés que edita La Raza, periódico del que llegó a ser propietario. Fue miembro titular del Instituto de Cultura Hispánica y colaboró en numerosos periódicos de Sudamérica.
Funda y dirige en 1921, en Pontevedra, la revista quincenal Hebe con Xoán Vidal Martínez y, posteriormente, Alborada, a la que se suma Luís Amado Carballo.
A partir de 1950 empieza a escribir sobre el origen del Colón Gallego de Portosanto, lugar perteneciente al municipio de Poyo, Pontevedra, carteándose con las más importantes figuras de la época sobre la materia.
Fue un infatigable luchador por la causa del origen gallego del Almirante. Sus artículos están reunidos en una obra que tituló “Sí. La patria de Colón. España” que terminó en 1957, pero debido a que su contenido podía molestar a Italia no se llegó a editar hasta 2014 bajo el título "Pontevedra: El verdadero origen de Cristóbal Colón".